# Tu (singel Lemon)
Tu – tytułowa piosenka z czwartego albumu studyjnego grupy LemON, otwierająca płytę oraz pierwszy singel promocyjny wydany 24 lutego 2017 przez Jake Vision.

## Notowania
- Lista Przebojów Trójki: 23[3]